# Abel Dufrane
Abel Dufrane (Frameries, 8 mei 1880 – Bergen, 29 december 1960) was een Belgische entomoloog die was gespecialiseerd in lepidoptera.
Dufrane bestudeerde de vlinderfauna rond Lake Kivu in Congo Kinshasa. Hij was lid van de Koninklijke Belgische Vereniging voor Entomologie.

## Publicaties
- (1929). Variation chez Papilio (S.S.) antimachus Drury. Lambillionea 29:138-139.
- (1933). Quelques Rhopaloceres. Lambillionea 33:164-166.
- (1936). Sur quelques espèces du genre Papilio. Lambillionea 36:40-42.
- (1939). Lepidopteres du Kivu. Bulletin et Annales de la Société Royale Entomologique de Belgique 79:405-408.
- (1940). Lepidopteres du Kivu (2e note) (1). Bulletin et Annales de la Société Royale Entomologique de Belgique 80:129-134.
- (1945). Lepidopteres du Kivu (3e note) (1). Bulletin et Annales de la Société Royale Entomologique de Belgique 81:90-143.
- (1946). Papilionidae. Bulletin et Annales de la Société Royale Entomologique de Belgique 82:101-122.
- (1947). Pieridae. Bulletin et Annales de la Société Royale Entomologique de Belgique 83:46-73.
- (1948). Lepidopteres du Kivu. Quatrieme Note (1). Bulletin et Annales de la Société Royale Entomologique de Belgique 84:160-168.
- (1948). A propos de Danaus (Limnas Hbn) chrysippus L. (Lep. Danaidae). Miscellania Entomologica 45:49-51.
- (1948). Note sur les Danaidae. Bulletin Mensuel de la Société Linneenne de Lyon 17:192-194.
- (1948). Lepidopteres du Kivu (4e note). Bulletin et Annales de la Société Royale Entomologique de Belgique 84:160-168.
- (1953). Lepidopteres du Kivu (5e note). Bulletin et Annales de la Société Royale Entomologique de Belgique 89:41-57.
- (1954). A propos de Syntarucus pulchra Murray (Lep. Lyc.). Bulletin et Annales de la Société Royale Entomologique de Belgique 90:66-68.
- (1954). Sur quelques Lycaenidae d’Afrique. Bulletin et Annales de la Société Royale Entomologique de Belgique 90:282-286.